# Déterminant cytoplasmique
 (avril 2016).

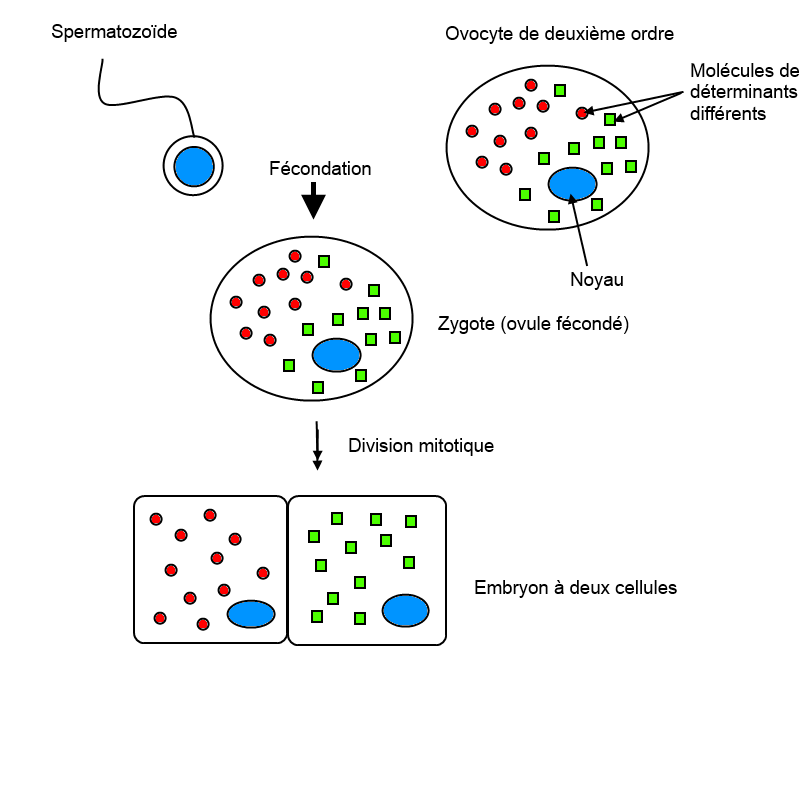
Déterminants cytoplasmiques de l'ovocyte de deuxième ordre.

Les déterminants cytoplasmiques sont des molécules qui jouent un rôle très important lors de la maturation de l'ovocyte, dans l'ovaire de la mère. Pendant cette période certaines régions du cytoplasme accumulent certains de ces déterminants cytoplasmiques, qui ont donc une répartition très hétérogène. Ils joueront ensuite un rôle majeur dans le développement des organes de l'embryon. Chaque type de cellule sera déterminé par un déterminant ou un ensemble de déterminants particulier. Ainsi, la répartition et le bon fonctionnement de tous les organes du futur organisme complet est basée sur l'action des déterminants cytoplasmiques sur les cellules. Une des actions les plus importantes concerne celle des déterminants sur les blastomères. Au cours de la segmentation, les déterminants cytoplasmiques sont distribués dans les blastomères, à des moments différents selon les espèces et le type de déterminant. De ce fait, les cellules-filles résultant des premières divisions sont totipotentes : elles peuvent engendrer à elles seules un individu complet. Cela n'est plus possible après que les déterminants cytoplasmiques ont été répartis dans les blastomères, car ceux-ci ont ainsi été différenciés.

## Développement en mosaïque
On appelle un développement en mosaïque un développement lors duquel le futur embryon contient des déterminants cytoplasmiques distincts répartis dans des cellules distinctes. On peut voir apparaître des régions différenciées de l'organisme très vite si dès les premières divisions chaque cellule contient un déterminant spécifique : elle va ensuite se diviser pour donner toutes les autres cellule de son type, et le même processus va se produire pour tous les types de cellule de l'organisme.
Dans ce cas, la totipotence disparaît donc très rapidement lors de la segmentation. En effet chaque cellule formée détermine une région particulière du futur organisme, et est indépendante des autres : le développement est donc indépendant des interactions entre cellules. Cela arrive surtout chez certains animaux comme C. elegans, un nématode (organisme modèle en biologie moléculaire) ou les ascidies, des animaux marins.

## Développement à régulation
Chez d'autres animaux dont le développement est appelé développement à régulation, le caractère totipotent des cellules reste présent plus longtemps. Leurs déterminants cytoplasmiques se répartissent moins rapidement dans les nouvelles cellules créées. Les mammifères par exemple, ont un développement à régulation.

## Territoires présomptifs

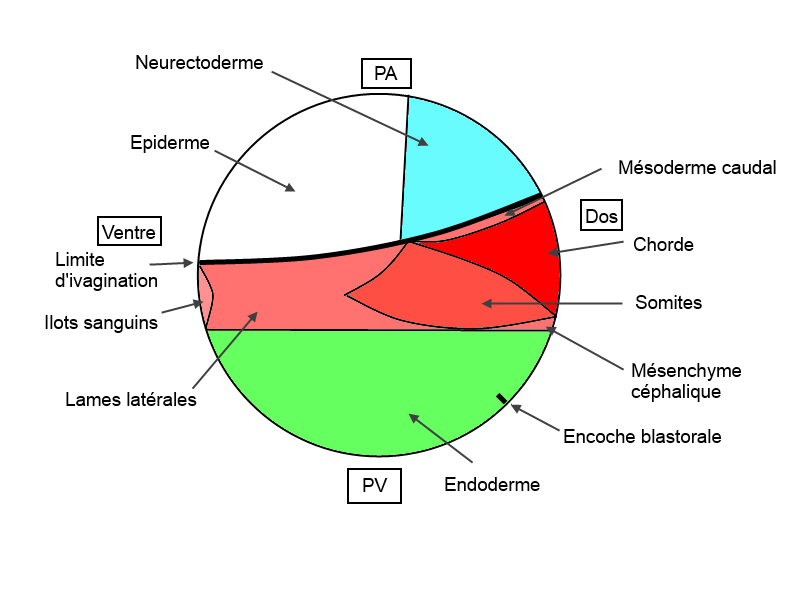
Territoires presomptfis

Ainsi, le zygote possède déjà la future organisation de l'embryon au travers de la répartition de ces déterminants cytoplasmiques. On a pu établir des cartes des territoires présomptifs, simplement en colorant des régions particulières du cytoplasme du zygote.

## Sources
- Site de biologie sur le développement embryonnaire : http://www.botanic06.com/site/EvolVie/physio/embryo5.htm
- Manuel de biologie niveau licence : Campbell Biology, 9e édition (Reece, Urry, Cain, Wasserman, Minorsky, Jackson)